# University of Dundee
Die Universität Dundee (englisch University of Dundee, lateinisch Universitas Dundensis) wurde 1881 als University College gegründet und ist heute die größte Universität in Dundee in Schottland. Das Motto der Universität lautet Magnificat anima mea dominum (lat. für Meine Seele preist den Herrn) (Lk 1,46 ).

## Geschichte
Die Universität war zunächst ein Teil der Universität St Andrews, mit der sie zeitweise schwierige Beziehungen pflegte. 1954 wurde das College umbenannt in Queen’s College und gewann größere Unabhängigkeit. Am 1. August 1967 wurde das College schließlich zur unabhängigen University of Dundee erklärt.

## Reputation
Seitdem die University of Dundee unabhängig von der University of St. Andrews auftritt, wurde die „School of Life Science Research“ der University of Dundee zum Fachbereich mit dem größten Einfluss auf die Molekularbiologie, Genetik und Biochemie im gesamten britischen Raum gewählt. Zudem gewann die Universität den „Queen’s Anniversary Prize“ für Forschungsergebnisse, die die minimalinvasive Chirurgie (keyhole surgery) begründeten. Diesen Preis erhielt die Universität nochmals im Jahre 2005 für ihre Leistungen in der Arzneimittelforschung und -entwicklung. Des Weiteren beheimatet die Universität mit dem „UNESCO Centre for Water Law, Policy and Science“ als einzige in Großbritannien ein „UNESCO Centre of Excellence“. Darüber hinaus schneiden die Fakultäten Art & Design, Medizin, Zahnmedizin und Rechtswissenschaften in landesweiten Rankings überdurchschnittlich ab. Im „University Guide 2010“ der englischen Tageszeitung The Times belegte der Fachbereich Art & Design den zwölften Platz von 76 britischen Universitäten. Der Fachbereich Rechtswissenschaften belegte dabei den 15. Platz von 91 britischen Universitäten. Im Jahr zuvor schnitt der Fachbereich auf Platz 9 ab. Im Ranking des Complete University Guide rangiert der Fachbereich Rechtswissenschaften auf dem 13. Platz von 90 britischen Universitäten. Der Fachbereich Medizin schnitt im Jahr 2010 im Ranking der Times auf Platz sieben ab. Im Complete University Guide belegt er ebenfalls den siebten Platz. Im Jahr 2010 belegte der Fachbereich Medizin Platz sechs im Ranking der britischen Tageszeitung The Guardian. Im Jahr 2011 verbesserte sich der vorgenannte Fachbereich im Ranking derselben Tageszeitung auf Platz vier. Der Fachbereich Zahnmedizin schnitt im Ranking der Jahre 2010 und 2011 des Guardians auf Platz zwei und sieben ab. Dieses forschungsstarke Umfeld führte auch dazu, dass die Universität in einer internationalen Umfrage des amerikanischen Wissenschaftsgazins „The Scientist“ auf Platz sechs der besten Arbeitgeber gewählt wurde.

## Universitätsleitung

### Kanzler
Der Kanzler ist das formale, repräsentative Oberhaupt der Universität.
- Elizabeth Bowes-Lyon (Queen Mum) (1967–1977)
- Simon Ramsay, 16. Earl of Dalhousie (1977–1992)
- James Whyte Black (1992–2006)
- Narendra Patel (* 1938), britisch-tansanischer Geburtshelfer, Kanzler von 2006 bis 2018
- Dame Jocelyn Bell Burnell (* 1943) Astrophysikerin und Radioastronomin, Entdeckerin der Pulsare, Kanzlerin seit 2018[19]

### Rektor
- Mark Beaumont[20]

Frühere Rektoren der Universität Dundee waren u. a. die Schriftsteller und Schauspieler Peter Ustinov und Stephen Fry.
Wie bei vielen schottischen Universitäten üblich, ist das Amt des Rektors vornehmlich repräsentativer Art. Dementsprechend werden häufig Personen des öffentlichen Lebens gewählt. Neben seinen offiziellen Pflichten hat er die Verantwortung, die Studierendenschaft der Universität zu vertreten, die ihn jeweils für 3 Jahre wählen.

## Berühmte Ehemalige

### Politik
- George Robertson (* 1946), britischer Verteidigungsminister von 1997 bis 1999 sowie NATO-Generalsekretär von 1999 bis 2003
- Frank Doran (1949–2017), schottischer Politiker, Mitglied des House of Commons

### Naturwissenschaften
- James Whyte Black (1924–2010), Pharmakologe und Medizin-Nobelpreisträger 1988
- James Alfred Ewing (1855–1935), Physiker und Ingenieur
- Patrick Geddes (1854–1932), Biologe und Botaniker
- Robert Watson-Watt (1892–1973), Physiker
- D’Arcy Wentworth Thompson (1860–1948), Mathematiker und Biologe

### Sonstige
- Gary Lightbody (* 1976), Sänger und Frontmann der schottischen Indierock-Gruppe Snow Patrol
- David Jackson (* 1947), Saxophonist, Flötist und Komponist
- Karine Polwart (* 1970), Folk-Sängerin

## Bilder

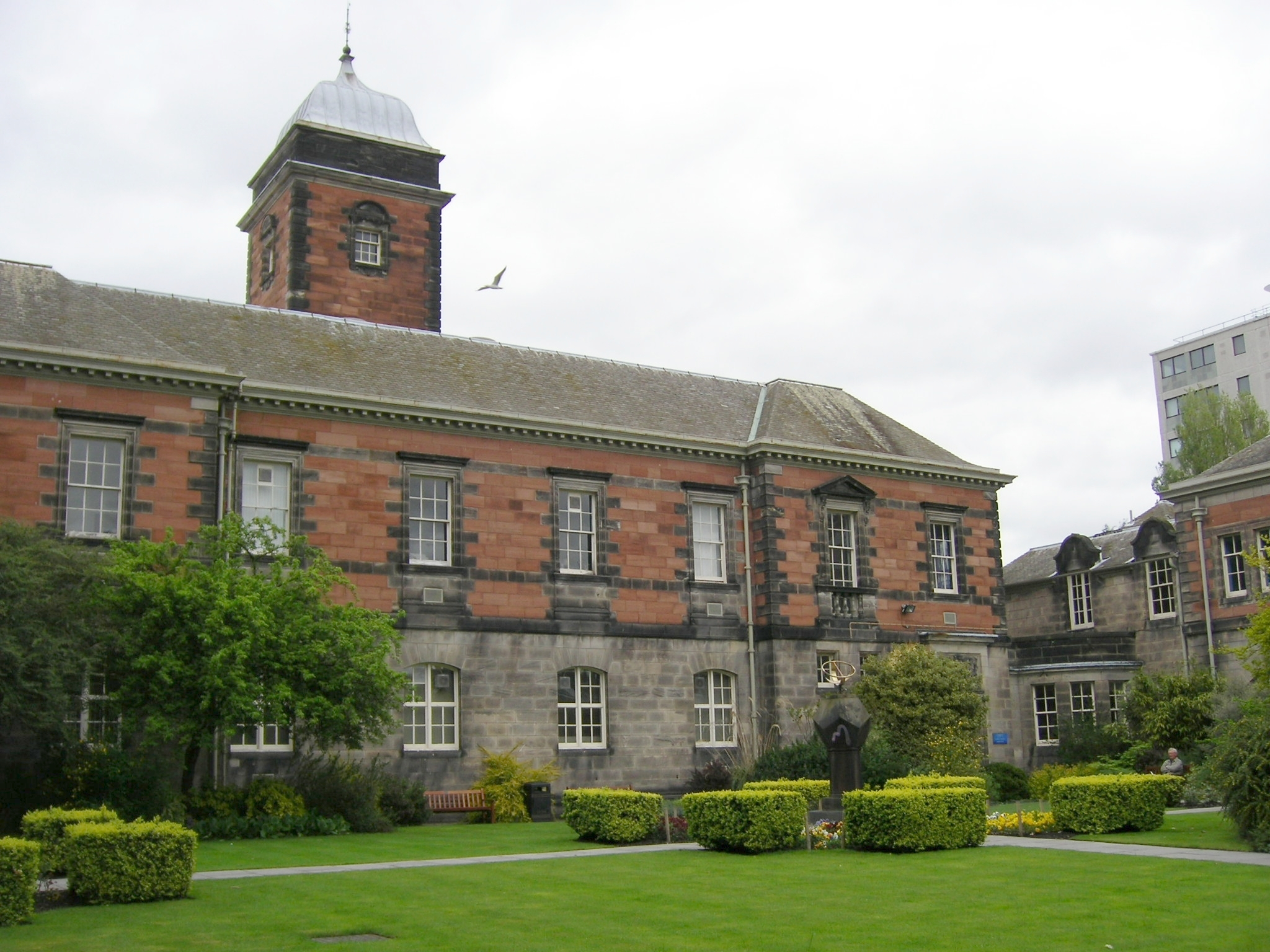
Universität Dundee, Geddes Quadrangle
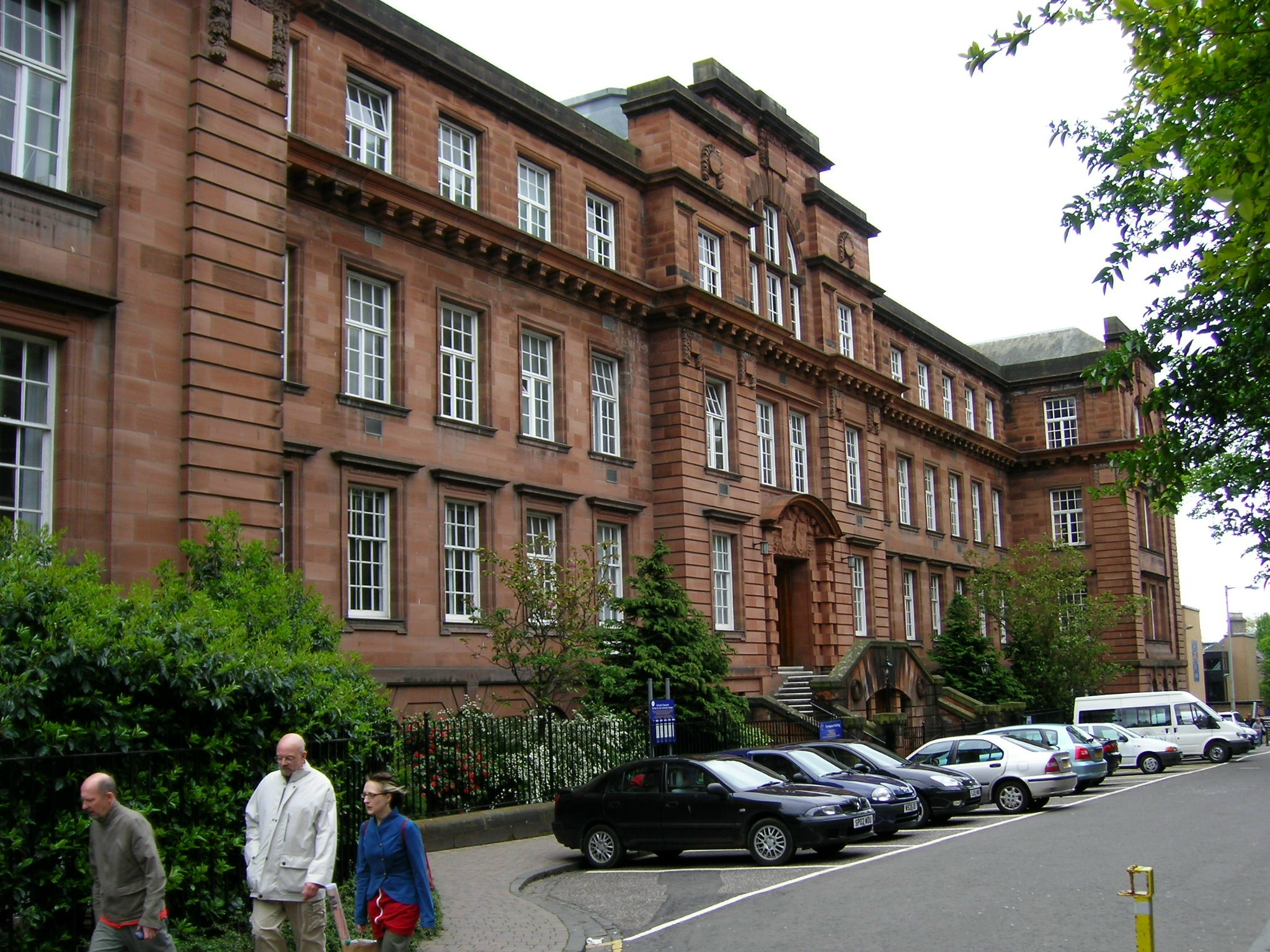
Universität Dundee, Gebäude Scrymgeour
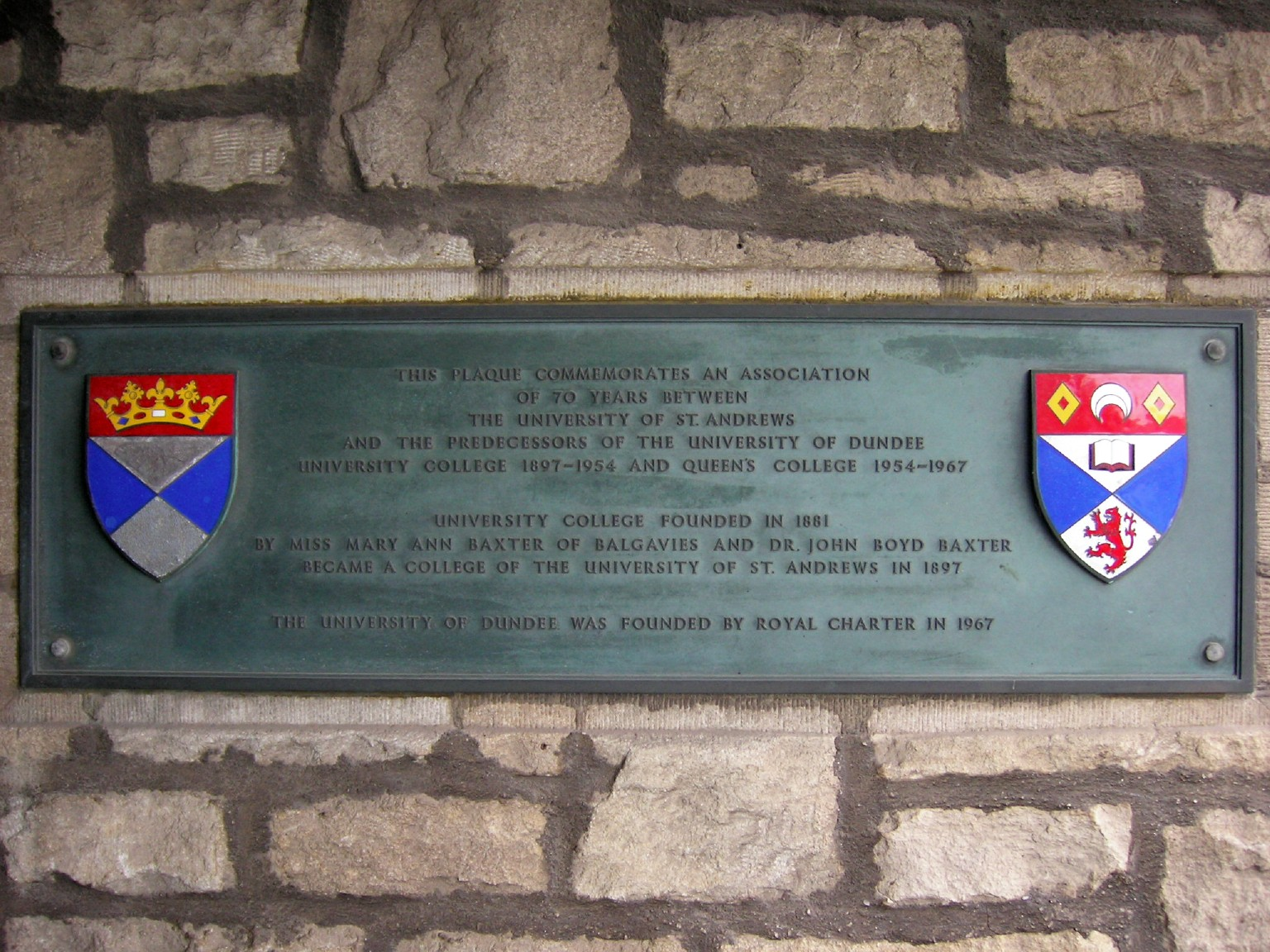
Tafel im Gedenken an die Schwesteruniversität St Andrews
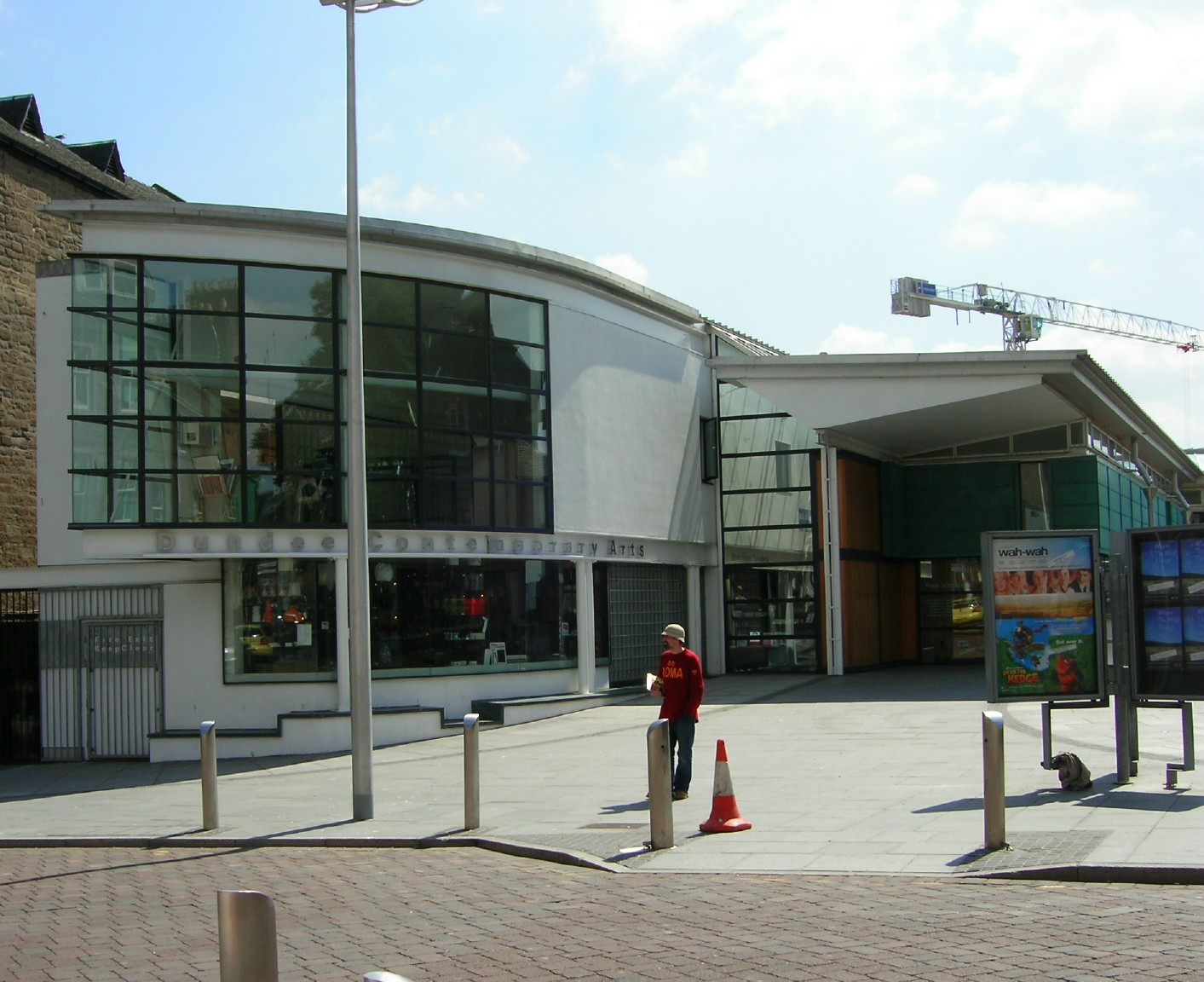
Dundee Contemporary Arts, Sitz des Visual Research Centre der Universität